# Plutus
Plutus (en grec: Πλοῦτος) és una comèdia d'Aristòfanes, estrenada l'any 388 aC. Resulta ser una sàtira política situada a l'Atenes contemporània del comediògraf, protagonitzada pel déu que personifica la riquesa, Plutos. Reflectint el desenvolupament de la vella comèdia cap a la nova comèdia, utilitza estereotips de personatges familiars com l'amo estúpid i l'esclau insubordinat, amb la intenció d'atacar la moral de l'època.

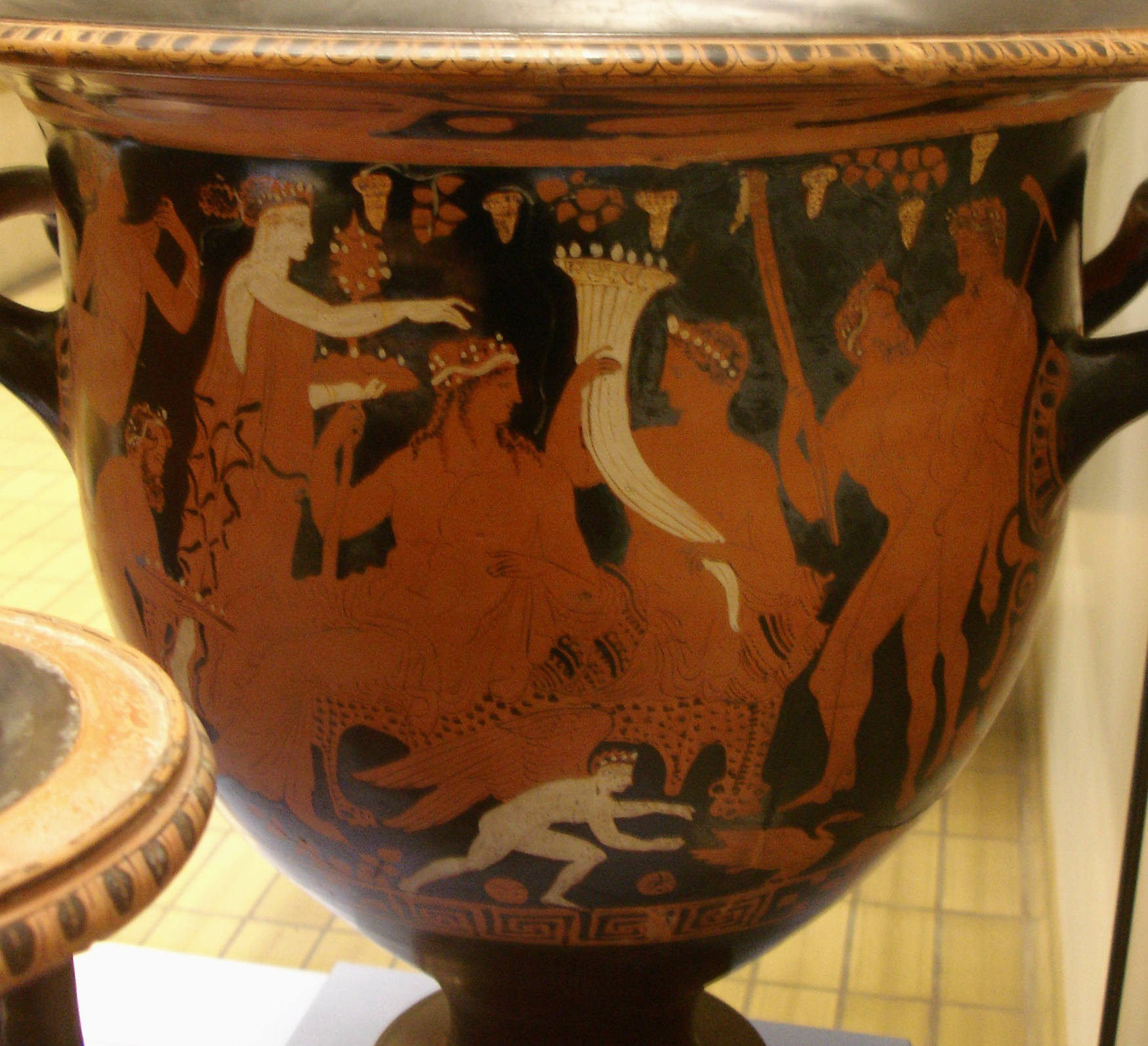
Gerro del Museu Britànic, Londres. Dionís, al final a l'esquerra, i Plutus, a la dreta amb un corn

## Argument
L'obra presenta un ciutadà vell d'Atenes, Cremilos, i el seu esclau Cario. Cremilos es presenta ell i la seva família com a persones virtuoses però pobres, i va a buscar consell a l'oracle. L'obra comença quan torna de Delfos, després que Apol·lo li hagi dit de seguir el primer home que es trobés i convèncer-lo d'anar a casa amb ell. Aquest home resulta ser el déu Plutus, que és, contràriament a les seves expectatives, un pobre pidolaire cec. Segons Aristòfanes va ser el mateix Zeus el que el va cegar, perquè en repartir els seus dons no es fixés en la gent a qui els donava, i no repartís només a la gent de bé, sinó també als malvats. Després d'una llarga estona discutint, Cremilos convenç Plutus per entrar a casa seva, on recupera la vista, i considera que la «riquesa» ara aniria només cap aquells que realment la mereixen.
La primera part de l'obra examina la idea que la riquesa no està distribuïda als virtuosos, o necessàriament als no virtuosos, sinó que està distribuïda a l'atzar. Cremilos està convençut que si la ceguesa d'en Plutus ha estat sanada, el dolent es pot corregir, fent del món un millor lloc.
Després que Plutus recuperés la vista al temple d'Asclepi, es converteix en un membre de la casa de Cremilos. Alhora, tot el món es revolta econòmicament i social.
Al final de l'obra, el déu missatger Hermes informa Cremilos i la seva família de la ira dels déus. Com en la comèdia d'Aristòfanes Els ocells, els déus no han tingut sacrificis des que els humans han prestat tota la seva atenció només a Plutus. Hermes, també preocupat, s'ofereix per treballar per als mortals i entra a la casa de Cremilos com un servent en aquestes condicions.

## Traduccions
- William Charles Green, 1892 - vers: text complet, en anglès
- Benjamin B. Rogers, 1924 - vers
- Arthur S. Way, 1934 - vers
- traductor desconegut- prosa: text complet, en anglès
- George Theodoridis, 2008 - prosa: text[Enllaç no actiu]

## Altres obres d'Aristòfanes
- Els acarnesos
- Els cavallers
- Els núvols
- Les vespes
- La Pau
- Els ocells
- Lisístrata
- Tesmofòries
- Les granotes
- Les assembleistes.